# Nora Seitz
Nora Seitz (* 10. Mai 1984 in Karl-Marx-Stadt) ist eine deutsche Politikerin (CDU). Seit 2025 ist sie Mitglied des Bundestages.

## Leben
Seitz schloss nach der mittleren Reife (2001) die Ausbildung zur Fachverkäuferin im Nahrungsmittelhandwerk (Schwerpunkt Fleischerei) als Beste des Jahrgangs 2004 ab. Im Anschluss daran absolvierte sie die Ausbildung zum Fleischergesellen (2006) und wurde neben ihrer Teilnahme am Landes- und Bundeswettbewerb erneut zur Besten des Jahrgangs gekürt. 2009 nahm Seitz ihren Meisterbrief als Fleischermeister entgegen. Damit einher ging die Auszeichnung als Jahrgangsbeste.
Von 2009 bis 2014 war sie mit der Betreuung des Meisterkurses für das Fleischerhandwerk an der Handwerkskammer Chemnitz betraut. Von 2012 bis 2018 unterrichtete sie im fachpraktischen Unterricht am Beruflichen Schulzentrum Wilkau-Hasslau Fleischer und Fachverkäufer. Seitz arbeitete in ihrer eigenen Fleischerei zeitweise selbst zum Mindestlohn. Diese Erfahrung prägt bis heute ihre Sicht auf Lohnpolitik und soziale Sicherungssysteme. Sie ist bekannt für ihre kritische Haltung gegenüber staatlich verordneten Lohnuntergrenzen.
Derzeit betreibt sie gemeinsam mit ihrer Mutter Elke Seitz die gemeinsame Familienfleischerei (Gründung durch den Urgroßvater 1932) in Chemnitz.
Über die Landesliste der CDU Sachsen zog sie bei der Bundestagswahl am 23. Februar 2025 in den Bundestag ein.

## Ehrenamtliches Engagement
- 2007: Lehrlingswart der Fleischerinnung Mittelsachsen Chemnitz
- 2008: Mitglied bei Rotary Chemnitz „Tertia“ / Präsidentin des Clubs (2019)[5]
- 2008: Mitglied des Berufsausbildungsausschusses des sächsischen Fleischerinnungsverbands
- 2015: stellvertretender Landesinnungsmeister – Fachbereich Berufsausbildung und Vorsitzende des Prüfungsausschusses des Kammer-/ Landeswettbewerbs
- 2016: Wahl zur Vizepräsidentin des deutschen Fleischerverbandes – Fachbereich Berufsausbildung[6][1]
- 2020: Wahl zum Landesinnungsmeister des sächsischen Fleischerinnungsverbandes[7]
- 2021: Mitglied des Vorstands des Sächsischen Handwerkstages[8]

## Politisches Engagement
Seit 2014 ist Seitz Mitglied der CDU Chemnitz. Seit 2019 amtiert sie als Beisitzerin im Kreisvorstand der CDU Chemnitz.
Seitz’ politische Arbeit fokussiert sich mit Stand 2020 auf die Tätigkeiten als Vizepräsidentin des deutschen Fleischerverbandes und als Landesinnungsmeister des sächsischen Fleischerinnungsverbandes.
Im Rahmen der Tätigkeit als Landesinnungsmeister des sächsischen Fleischerinnungsverbandes unterliegt Seitz den Aufgaben des Verbands.
Am 13. März 2021 trat Seitz zur Nominierungswahl für die Bundestagswahl der Chemnitzer Union gegen den Bundestagsabgeordneten Frank Heinrich an. Sie unterlag in der Stichwahl mit 49 zu 70 Stimmen.

## Politische Positionen
Seitz ist Mitglied im Bundestagsausschuss für Arbeit und Soziales und setzt sich dort insbesondere für eine Reform des Sozialstaats und eine Begrenzung der Sozialabgaben ein. Im Interview mit der agrarzeitung sagte sie: „Dieser Mindestlohn nützt niemandem, außer dem Staat. Die Betriebe schaffen es nicht mehr.“ Sie kritisiert, dass der Mindestlohn politisch instrumentalisiert werde und betont, dass in vielen Handwerksbetrieben wie ihrer Fleischerei die gestiegenen Lohnkosten nicht durch höhere Produktivität gedeckt werden könnten. Seitz befürwortet daher eine „große Reform im Sozialstaat“ und fordert, die Sozialabgaben auf maximal 40 Prozent zu deckeln.
Sie bemängelt die mangelnde Tarifbindung im Handwerk und sieht in der praktischen Berufsbildung einen Schlüssel zur Bekämpfung des Fachkräftemangels. Gegenüber der agrarzeitung äußerte sie, dass es „mehr Praxisorientierung in der schulischen Bildung“ brauche und dass die schulische Berufsorientierung auch an Gymnasien stattfinden müsse.
In ihrer politischen Arbeit verfolgt Seitz insbesondere drei zentrale Vorhaben: die Vereinfachung des Statusfeststellungsverfahrens für Selbstständige, eine praktikable Umsetzung des Tierhaltungskennzeichnungsgesetzes sowie eine stärkere Verankerung von Prävention im Gesundheitssystem.

## Nationalmannschaft
2017 erhielt Nora Seitz die erste Berufung ins Team der deutschen Nationalmannschaft des Fleischerhandwerks. Seit 2019 fungiert sie als Teamchefin.